# Saint-Maugan
Saint-Maugan (bret. Sant-Malgant) – miejscowość i gmina we Francji, w regionie Bretania, w departamencie Ille-et-Vilaine.
Według danych na rok 1990 gminę zamieszkiwały 384 osoby, a gęstość zaludnienia wynosiła 46 osób/km² (wśród 1269 gmin Bretanii Saint-Maugan plasuje się na 898. miejscu pod względem liczby ludności, natomiast pod względem powierzchni na miejscu 892.).